# 会津犬
会津犬（あいづいぬ）は、福島県原産の絶滅した日本犬の一種である。南会津犬（みなみあいづいぬ）ともいう。

## 概要
会津ではイノシシやシカなどが多く、会津から裏日光にかけての地域は日本でも有数の野生動物の生息地であった。会津犬は会津魂の利かん気で、二尺（75.8cm）近い大きさの猟犬であったとされる。
しかしながら日清戦争後はクマが僅かばかりいる状態となり、会津犬も檜枝俣付近に一尺五寸（56.85cm）程度のものが僅かに残っている状況であった。その後は津軽犬や高安犬などと同様に絶滅したと見られる。
岩代には会津犬車という土俗玩具が存在した。